# 天津麻羅
天津麻羅（）は、日本神話に登場する鍛冶の神である。『古事記』にのみ登場する。『古事記』では「神」「命」などの神号はつけられていない。

## 概要
『古事記』では岩戸隠れの段に登場する。「鍛人天津麻羅を求きて」とあるだけで、何をしたのかは書かれていない。その前に「天の金山の鉄を取りて」とあることから、伊斯許理度売命が八咫鏡を作るための製鉄を行ったとも考えられる。また、『日本書紀』の正伝には、天鈿女命が茅纏の矛を手にしたという記述があり、それを作った者の記述がないことから、天津麻羅は矛を作ったとも考えられる（第一の一書では石凝姥命が日矛を作ったとある）。
『先代旧事本紀』天神本紀では、「物部造等の祖、天津麻良」「阿刀造等の祖、天麻良」「倭鍛師等の祖、天津真浦」「笠縫等の祖、天津麻占」とあり、これらは天津麻羅と同神と考えられる。また、神号がついていないことなどから、天津麻羅は一神の名ではなく鍛冶集団（またはその祖神）の総称ではないかとする説もある。

## 解説
アマツマラという神名のうち、アマツは天津神を示すものであるが、「マラ」については下記のように諸説ある。
- 「マラ」は「目占」の約で、鍛冶職が年中火の色を観察するのを「目で占う」と表現したもの。[1]
- 「マラ」は蒙古語の鉄の意であるとする説
- 鍛冶に必要な槌を男根にみたて、男根の別称「マラ」を神名としたとする説（ただし、摩羅という言葉は仏教と共に日本に入ってきたものであり、男根の別称とされたのはさらに時代が下るものであるので、この説は後世の附会である）